# Cimetière de l'Est de Reims
Le cimetière de l'Est est un cimetière situé à Reims dans le département de la Marne. Il a été ouvert en 1891 et se présente sous une forme plutôt rectangulaire avec trois allées principales s'étirant en longueur coupées d'allées secondaires, une allée faisant le tour et une allée semi-circulaire. Il est peu arboré.

## Histoire
Le cimetière de l'Est a été inauguré en 1891. L'ancien crématorium construit en 1893 et qui fonctionna jusqu'en 1972 se trouve près de l'entrée. Le cimetière souffrit de graves dommages pendant la Première Guerre mondiale, la ligne de front se trouvant non loin au nord. Un petite stèle en mémoire des disparus de Mourmelon a été élevée près de la conciergerie.

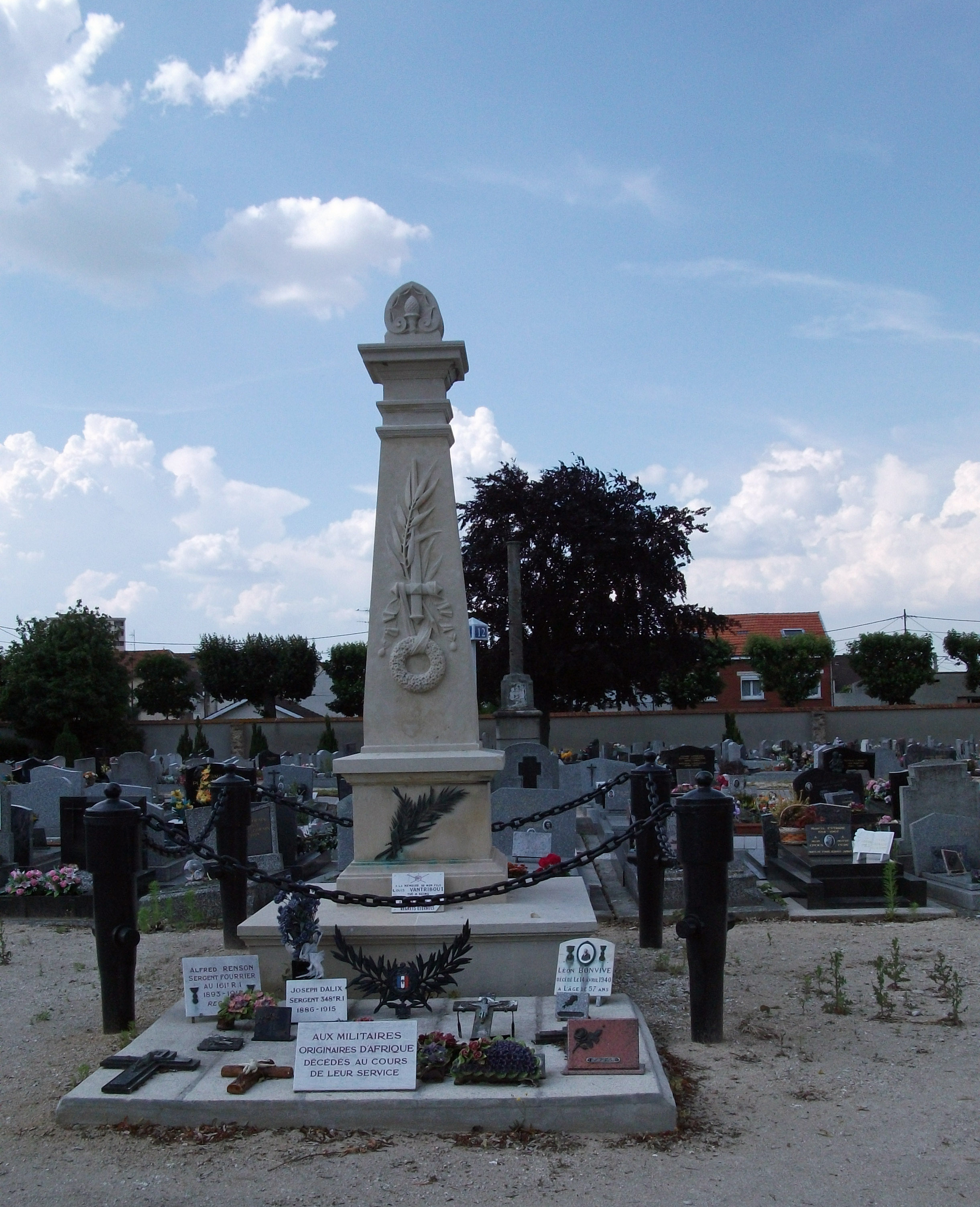
Monument aux soldats morts.
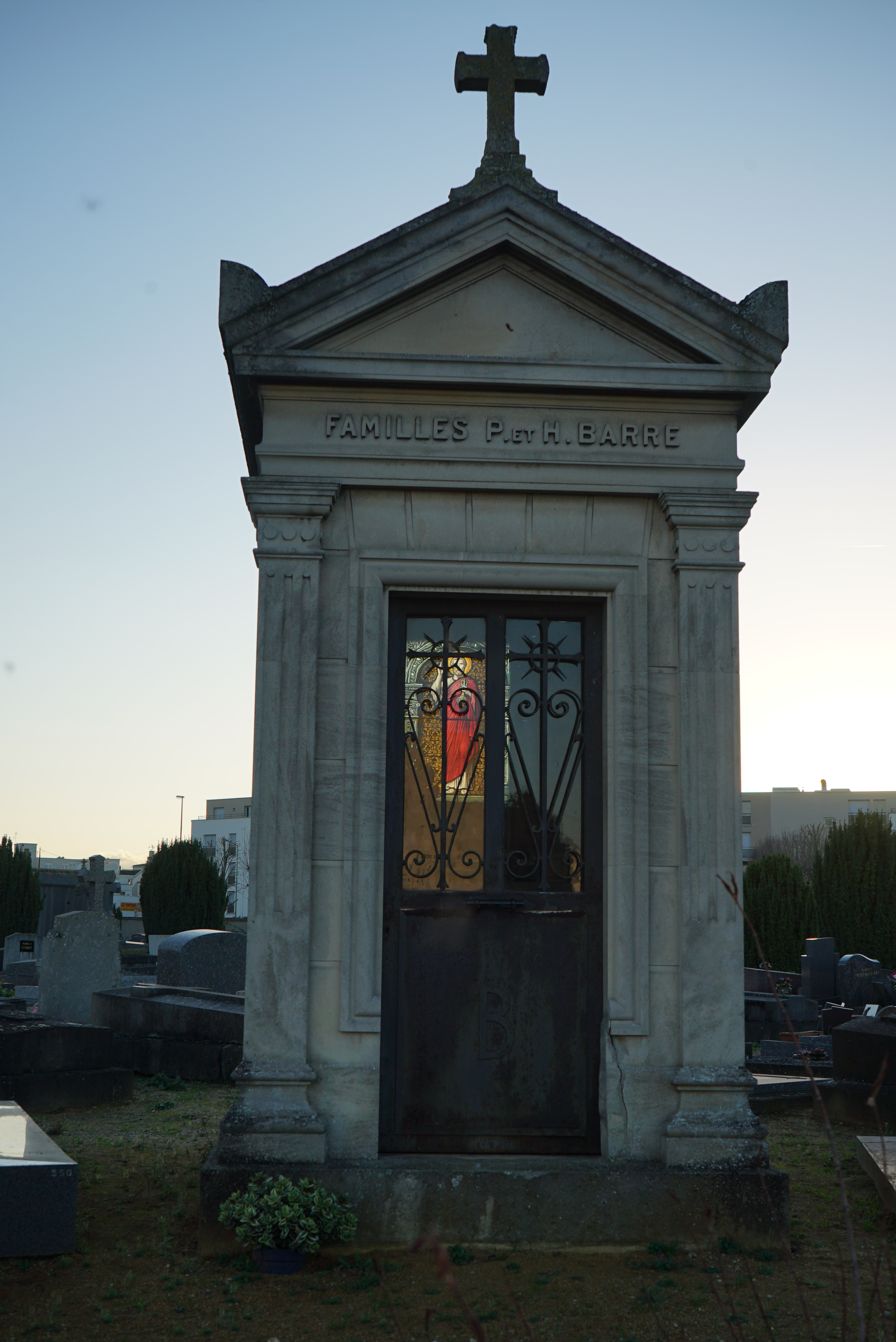
Chapelle Barre.
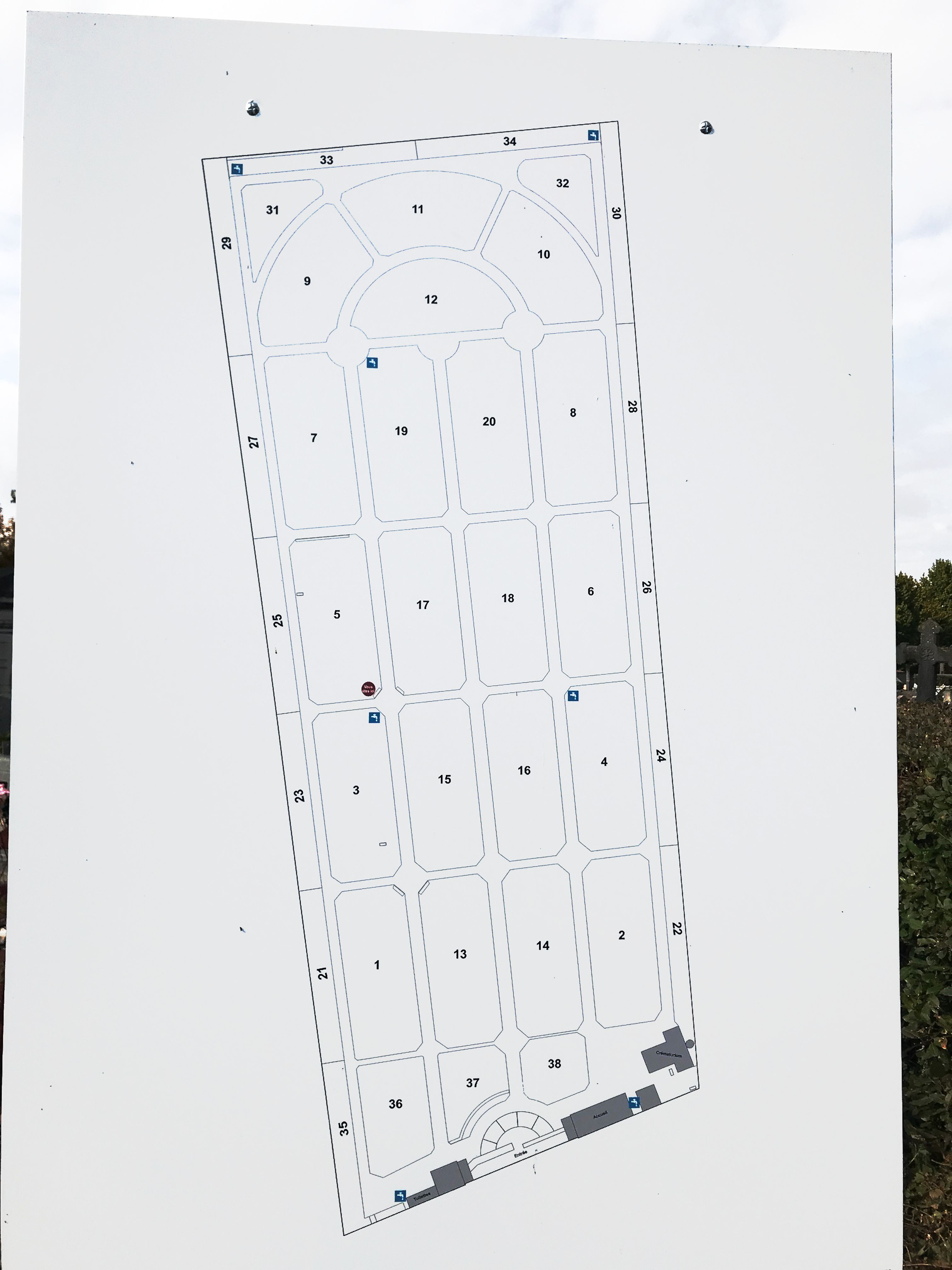
Plan du cimetière de l'Est de Reims.

## Personnalités
- Paul Berton (1865-1933), sculpteur,
- Bernard Fresson (cénotaphe[3]) (1931-2002), acteur
- Roger Gilbert-Lecomte (1907-1943), poète
- Antoine Giudici (1848-1894), mosaïste,
- Jean Goulden (1878-1946), médecin et artiste décorateur,
- Membres de la famille du cirque Grüss dont notamment Alexis Grüss Sénior
- John Littleton (1930-1998), musicien de gospel
- Abel Robert (1873-1963), architecte
- Michel Robin (1930-2020), sociétaire de la Comédie-Française[4]
- Henry Vasnier (1832-1907), négociant en vin et collectionneur d'art

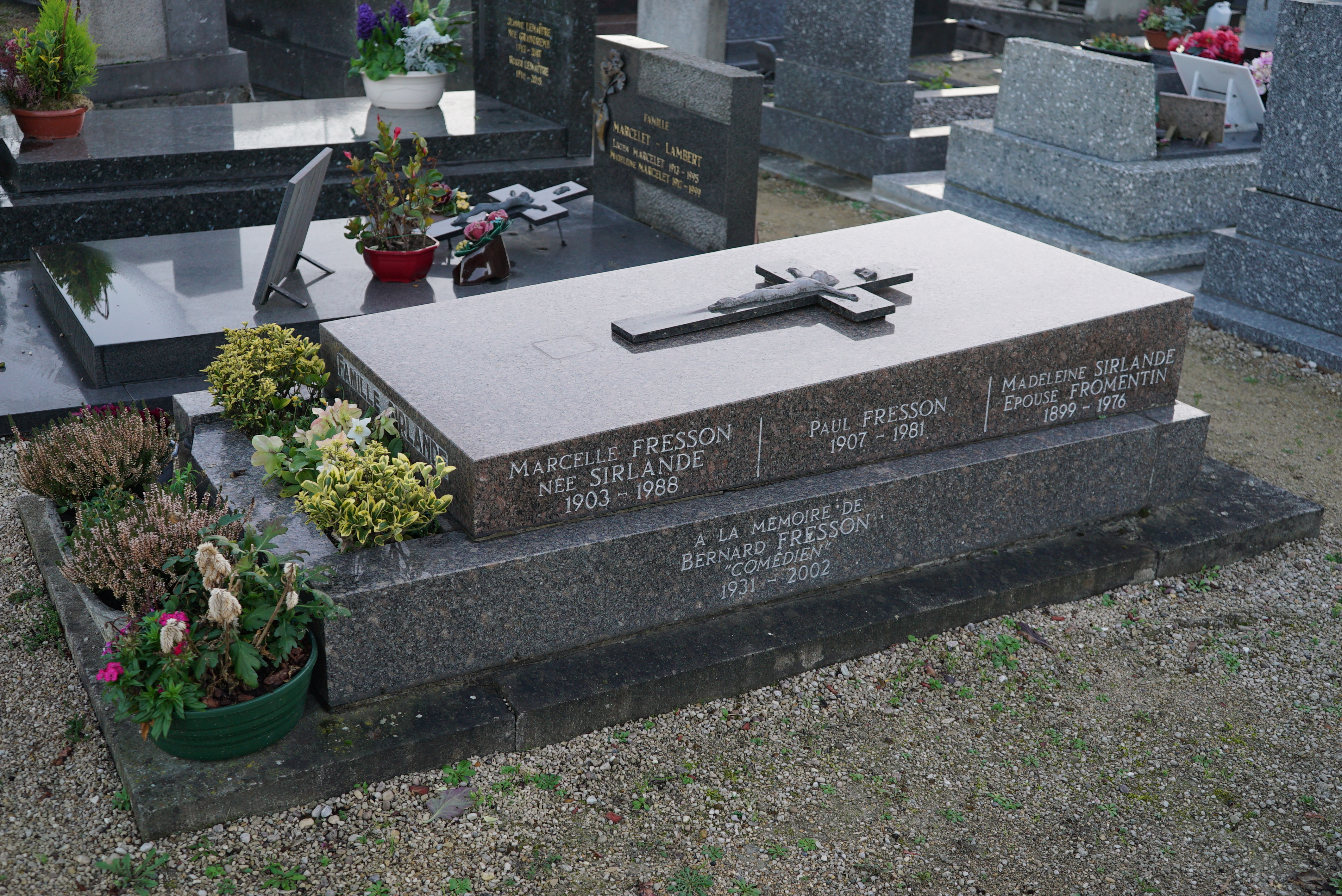
Tombe de la famille Fresson.
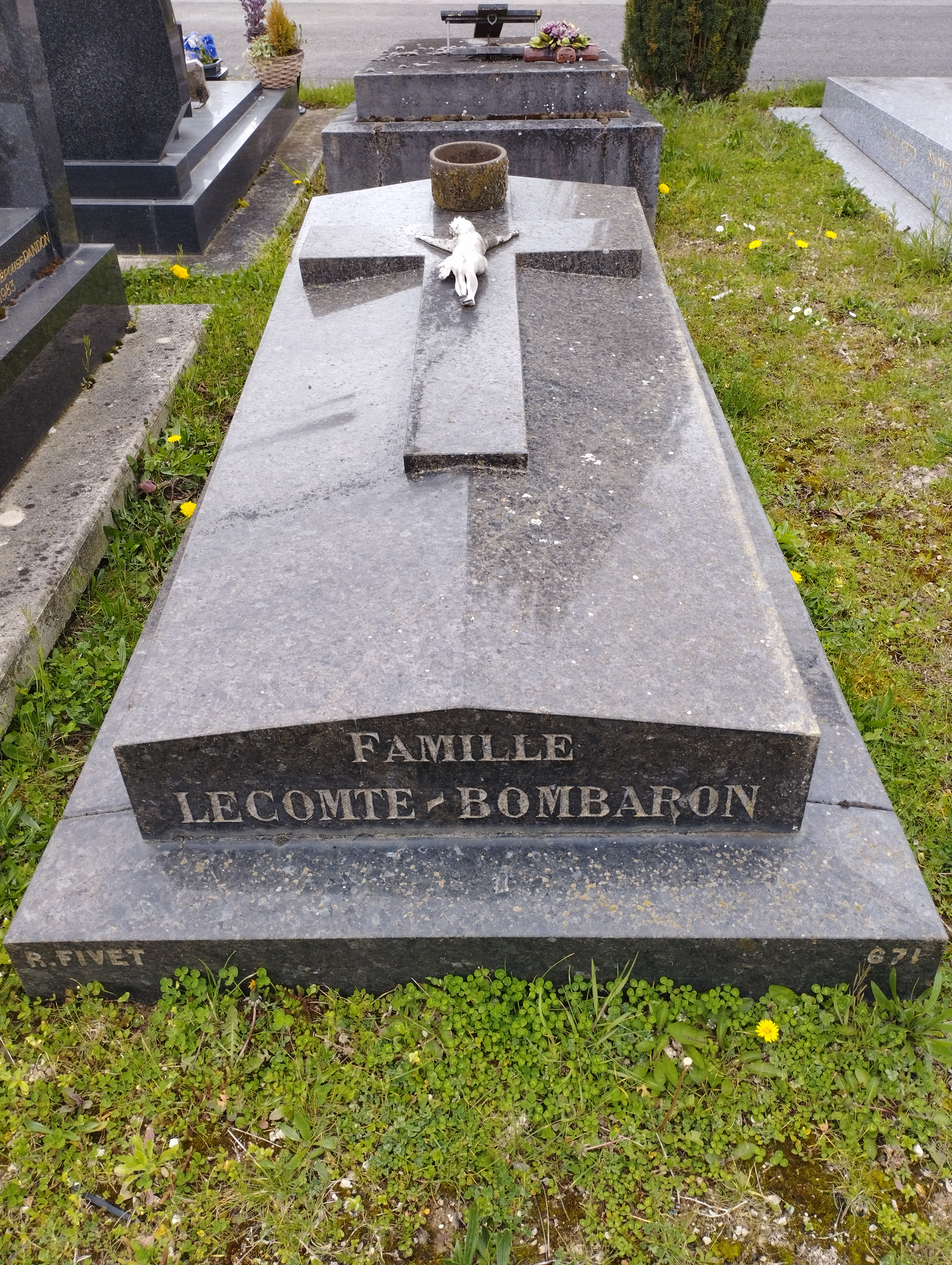
Tombe de Roger Gilbert-Lecomte.